# Андег
Андег (ненец. Андег, рос. Андег) — присілок у Заполярному районі Ненецького автономного округу Архангельської області Російської Федерації.
Населення становить 156 осіб (2017). Входить до складу муніципального утворення Андегська сільрада.

## Історія
До 1920-их років населений пункт належав до Архангельської губернії. Від 1929 року належить до Ненецького автономного округу, від 2005 — новоутвореного Заполярного району. Згідно із законом від 24 лютого 2005 року органом місцевого самоврядування є Андегська сільрада.

## Населення
| 2002 | 2010 | 2011 | 2012 | 2013 | 2016 | 2017 |
| ---- | ---- | ---- | ---- | ---- | ---- | ---- |
| 215  | ↘175 | ↗180 | ↘166 | ↗169 | ↗175 | ↘156 |